# Barragem do Furadouro
A Barragem do Furadouro, ou Açude do Furadouro, implantada sobre a Ribeira da Raia, localiza-se na Freguesia de Mora, Município de Mora, Distrito de Évora e serve para encaminhar a água para o canal do Sorraia.
A Barragem do Furadouro é propriedade da Associação de Regantes e Beneficiários do Vale do Sorraia e, conjuntamente com a Barragem do Gameiro, regula os caudais das Barragem de Montargil e Barragem de Maranhão para alimentar o Canal do Sorraia.